# Páva (Románia)
Páva (románul Pava, németül Pfauendorf) egykor önálló falu, 1964-óta Zabola része Romániában, Erdélyben, Kovászna megyében.

## Nevének eredete
Nevét a hagyomány a területén élt sok páváról származtatja.

## Fekvése
A Lübecz- és Árgyus-patakok partján fekszik, belterülete délről egybenőtt Zabolával.

## Története
Nevét 1567-ben említette először oklevél Pawa alakban, de a település jóval régebbi lehet, mivel református temploma (mely eredetileg római-katolikus volt) a 14. században már állt. Román stílusban épült temploma a későbbi javítgatásoknak köszönhetően gótikus elemeket is hordoz. 1903-ban nyerte el mai alakját. Egykori védőfalának töredéke ma is látható
A falu lakói a reformáció idején felvették a református vallást. 1619 Zabola filiája, majd ettől az évtől önálló református egyházközség lett.
Nevének változatai: 1591 Páva, 1601-ben Pava, 1614-ben Páva, 1733-ban Pava, 1750-ben, 1808-ban és 1913-ban Páva néven írták.
A trianoni békeszerződésig Háromszék vármegye Orbai járásához tartozott. A második bécsi döntést követően újra Magyarország része lett, majd a második világháborút követően visszakerült Romániához.
1966-ban 865 lakosa közül 786 fő magyar, 79 pedig román volt.
1968-ban elvesztette önállóságát és Zabola része lett.
Az alábbi adatok az Ugri Antal és Toszó Árpád által összeállított Pávai Monográfia anyagából származnak:
Habar sokkal régebben alakult ki a település, évszázadokkal az első hivatalos bejegyzés előtt, arról az időszakról csak szájhagyományban fennmaradt mende-mondák tanúskodnak. 1591 május hó 3-an jelenik meg először egy Báthory Zsigmond által kiadott parancsban, miszerint Páva és Kőrös lakosait felhatalmazza, hogy a Zabola, Páva, Kovászna és Kőrös környéki közös erdőkben fát szedhetnek és vághatnak hivatalos védelmezés alatt, mivel "emberemlékezet óta" ezt teszik.1616-ban tatarozzák újra a pávai templomot, majd 1680-ban jelenik meg az első hivatalos, írott bejegyzés a református egyház levéltárában található, képet fizető helyiek névsorával.
Ha azonban Páva erődített templomát hívjuk elő tanúként, ami a X., XI, XII és XIII. századokban használt román stílusban épült, akkor igenis régmúlt időkről tanúskodhat. A főhajót záró szentély részei mutatják, hogy a lakosság reformáció utáni áttéréséig itt katholikus szertartások folytak. Ugyanezt tanúsítja a zabolai erődített templom is, melynek az 1977-es földrengés utáni javítási munkálatai alkalmával régebbi, befalazott, bevakolt részei ismét előtűntek: a szentélyi rész jobboldalán befalazott sekrestyeajtó és a fölötte részben olvasható latin szöveg töredéke. A két templom, habár nagyságban különböznek, stílusuk ugyanaz, belső felosztásuk úgyszintén, ám a pávai előbb épülhetett, mivel a helyének kiválasztása zavarosabb időkben történhetett, mivel katonailag is előnyösebb, könnyebben védhető magaslaton építettek. Sajnos nem maradt írásos nyom a katholikus plébánia működéséről, valószínűleg a többszörös támadás és rombolás eredményeként.
Amikor a református vallású, Zabolát elnyerő Mikes Zsigmond és a nagybirtokos pávai Vajnák az akkori idők megszokott módján (cuius regio, eius religio – akié a hatalom, azé a vallás! -alapon) uralkodnak, a zabolai és pávai jobbágyok is felveszik a református hitet, földesuraik vallását, követve őket a katonák és a felügyelőség tagjai is.
A rendes egyházi anyakönyv 1763-tol rögzítette az adatokat folyamatosan, míg az iskola már 1753 előtt is működhetett, mert sok aláírásos irat létezik abból az időszakból, s ez csak írástanítás eredménye lehet. Az egyházi anyakönyvekben tanítóról szóló első bejegyzés 1815-ben történt meg, Benkő Mózes halálakor. Utána a következő tanitók képeztek írástudókat a pávai iskolában: Benkő István, Császár István, Szabó János, Tamó Gyula, Bartha István, Bartha Károly, Deák Béla, Tompa Erzsébet, Deák Ida, Hadnagy Zoltán, Sidó Julianna, Bartha László, Bartha Margit, Barabás Zsombor, Barabás Ágota.
A leányok oktatása 1848-tol kezdődik, őket a harangozó tanította írni, olvasni. Később leánytanítók voltak: Nagy Sándor, Réthy Mihály, Nagy Árpád.

## Híres emberek
Innen származik a pávai Vajna család. Bolyai Farkas édesanyja, Pávai Vajna Krisztina is e család tagja volt.